# Die Zofen
Die Zofen (frz. Les Bonnes) ist eine Tragödie in einem Akt von Jean Genet aus dem Jahr 1947, die im selben Jahr im Pariser Théâtre de l’Athénée unter heftigen Protesten uraufgeführt wurde. Es war das erste auf der Bühne aufgeführte Werk Genets und ist sein meistgespieltes Stück.
Das Stück beinhaltet drei Frauenrollen, die von Männern gespielt werden sollen.

## Entstehung
Jean Genet (1910–1986), von seiner Mutter nach sechs Monaten zur Adoption freigegeben, aufgewachsen in einer Handwerkerfamilie in Burgund, Messdiener, Soldat in den Kolonien, schließlich Deserteur, Landstreicher und Dieb, begann im Gefängnis, Gedichte zu schreiben. In den 1940er Jahren wurden Desertion, Landstreicherei, Diebstahl von Büchern und Schwarzfahren mit Haftstrafen geahndet, weshalb Genet insgesamt sechzehn Mal verurteilt wurde. Nach der Veröffentlichung seines Gedichts Le Condamné à mort im September 1942 in einer Auflage von rund hundert Stück, auf ‚organisiertem‘ Papier von der Besatzungsarmee, wie kolportiert wird, fand der Dichter schnell Veröffentlichungsmöglichkeiten sowie Bewunderung und Unterstützung der bereits berühmten Autoren Jean Cocteau und Sartre. Letzterer schrieb: „Wir haben derzeit in Frankreich ein absolutes literarisches Genie: es heißt Jean Genet, und sein Stil, das ist der von Descartes.“
In den Jahren 1943 bis 1947 schrieb Genet gleichzeitig an drei Romanen und zwei Dramen, teilweise in Freiheit, teilweise in Haft. Seine letzte Haftentlassung datiert vom 15. März 1944. Der Status Genets war in den Entstehungsjahren des Dramas äußerst unsicher, da noch eine bedingte Haftstrafe von zwei Jahren zu einer sofortigen Verhaftung bei einem erneuten Diebstahl geführt hätte. Es war zugleich die produktivste Schaffenszeit des Autors, in welcher auch die Romane Notre-Dame-des-Fleurs, Miracle de la rosé [Wunder der Rose], Querelle de Brest und Pompes funèbres, Bikini [Das Totenfest] fertiggestellt und veröffentlicht wurden. Das zweite Drama dieser Periode, Haute Surveillance [Unter Aufsicht], wurde 1949 uraufgeführt.

## Sujet, Stellenwert
„Die gnädige Frau ist gut, ist reich, ist schön, ist großzügig. Sind dies die Gründe für die Überlegungen der Zofen Solange und Claire, ihre gnädige Frau zu ermorden? Das Stück oszilliert zwischen Tragödie und Komödie und beschreibt die Suche nach Identität und Sinn dreier Frauen. Im Hintergrund die Folie eines zerstörerischen Krieges, des Holocaust und der Verfolgung von Kultur und allem, was auch nur den Anschein des Devianten erweckte, sowohl durch die Besatzer als auch durch die Kollaborateure. Die Uraufführung 1947 in Paris führte zu Protest und Ablehnung des Dramas, welches laut konventioneller Einschätzung ‚zwischen perversem Traum und grausiger Wirklichkeit angesiedelt‘ ist.“
Das Theaterstück Die Zofen steht in einer Reihe von 3-Personen-Psychodramen, die von Macht, Demütigung und Unterwerfung handeln: Strindbergs Fröken Julie (1889) und Sartres Huis clos (1944), später Fassbinders Die bitteren Tränen der Petra von Kant (1971), Bernhards Ritter, Dene, Voss (1986) und Schwabs Die Präsidentinnen (1990).

## Handlung

### 1. Szene
Die Schwestern Claire und Solange dienen als Zofen in einem reichen Haushalt. Sie haben ihren Herrn mit falschen Anschuldigungen ins Gefängnis gebracht, um ihn als Verbrecher glorifizieren zu können. Der erste Akt beginnt mit einem Stück im Stück. Sie spielen Herrin und Zofe. Claire ist die Madame, Solange die Untergebene. Der Dialog gipfelt darin, dass die Dienerin die Herrin erdrosseln will. Ein Wecker beendet das Spiel. Die echte Herrin ist auf dem Weg nach Hause.

### 2. Szene
Madame kommt nach Hause. Die Zofen, die sie zugleich lieben und hassen, beschließen, sie mit Gift zu ermorden. In dem Augenblick, in dem sie den vergifteten Tee servieren, erreicht die Herrin ein Anruf. Ihr Gatte wurde aus der Haft entlassen. Während die Herrin ihrem Mann entgegeneilt, spielen die Zofen das tödliche Ritual zu Ende.

### 3. Szene
Das Spiel geht weiter. Claire übernimmt wiederum die Rolle der Herrin, zieht deren Kleider an und trinkt den vergifteten Tee. Ihre Schwester Solange stellt sich den Behörden.

## Interpretation
„Überhöhung und Wut, Verzweiflung und Erregung, Stilisierung und Revolte – all diese Elemente verschmelzen zu einem ästhetisch-psychischen Magma jenseits der Moral. Jenseits, also unabhängig von ihr. Genau das ist es, was heute so schwer zu rekonstruieren ist, heute, wo der Opferkult in jeder Ritze des Sozialen zu kleben scheint.“ Diese Beschreibung von Ina Hartwig bezieht sich zwar auf Genets Poem Le Condamné à mort, lässt sich aber auch auf den Theatertext anwenden.
Ebenso legitim ist die Interpretation als Widerstandsdrama. Entstanden in einer Zeit, als die Machtfrage stets auch die Entscheidung über Leben und Sterben beinhaltete, wagen hier die Machtlosen die ultimative Demonstration der Macht, wagen den Aufstand, die Denunziation, den Mord. Wesentlich erscheint auch der Bezug zur Autobiographie, denn der Autor lässt virtuell Straftaten begehen, stellt seine Figuren unter das Damoklesschwert der Verhaftung, unter welchem er selbst in der Entstehungszeit des Dramas permanent lebte. Kriminalität im Kopf, im Text oder auf der Bühne muss dann in der Realität nicht ausgelebt werden. Dichtung als Ersatzhandlung.

## Zitate
„Ihr habt Glück, dass man euch Kleider schenkt. Ich muss sie mir kaufen, wenn ich welche will. Aber ich werde noch prächtigere bestellen, damit der Trauerzug für den gnädigen Herrn noch glänzender ausfällt.“

„[…] es gibt kaum ein Stück, das so direkt in die Abgründe und Intimitäten eines Geschwisterpaars hineinführt, mit diesem komplizierten Beziehungsnetz von Verliebtheit, Hass, Anbetung und Verachtung. Und kaum ein anderes Stück tänzelt bei seinen Erkundungen so hartnäckig den Grenzen entlang: den Grenzen zum Sadomasochismus, der gleichgeschlechtlichen Liebe, dem Autoerotismus, aber auch den Grenzen zu Verrat, Feigheit und Mord.“

„Genets Figuren stehen in kreativer Opposition zum herrschenden, absolut-männlichen, weißen Heterosexuellen. ‚Die Zofen‘ wurde für Männer geschrieben, die das weibliche Element sichtbar machen sollten. Sie haben keine feste Identität und kippen sofort um. Das hat nichts mit aufgeklärten Proletariern zu tun. Sie befinden sich in einer ausweglosen Knastsituation und sind verschlagen zum Exzess.“

## Rezeptionsgeschichte
Die Zofen wurden am 17. April 1947 im Théâtre de l’Athénée in Paris – als Vorspiel zu Giraudoux’ Der Apollo von Belac – uraufgeführt. Die Inszenierung stammte von Louis Jouvet, das Bühnenbild von Christian Bérard, die Kostüme von Jeanne Lanvin. Die Zofen wurden von Yvette Etiévant (Claire) und Monique Mélinand (Solange) dargestellt, die Madame von Yolande Laffon. Das Stück wurde von der Presse größtenteils negativ besprochen, dennoch kam es auf 92 Vorstellungen. Jouvet verwendete für seine Inszenierung die zweite Textfassung, die erste, 1947 bei L’Arbalète publizierte Textfassung kam erst 1954 in Paris zur Aufführung, mit Tania Balachova.
Übersetzungen ins Deutsche wurden von Gerhard Hock und Simon Werle erstellt. Die deutsche Erstaufführung fand 1957 in Bonn statt. Das Stück wurde in zahlreiche weitere Sprachen übersetzt und wird weltweit gespielt. Aufführungen in reiner Männerbesetzung, wie vom Autor gewünscht, sind selten.

## Auszeichnung
- 1947: Prix de la Pléiade

## Inszenierungen an deutschsprachigen Bühnen (Auswahl)
- 1957: Kontra-Kreis Bonn, Inszenierung: B. Hoffmann
- 1971: Thalia Theater (Hamburg), Inszenierung: Luc Bondy
- 1979: Frankfurt, Inszenierung: Lore Stefanek
- 1979: Theater 1230 (Bern), Inszenierung: Hans Schatzmann, mit Heidi Diggelmann, Marion Garai und Margit Müller (Gnädige Frau).https://www.stimme-der-kritik.org/367.html
- 1997: Schauspiel Essen, Inszenierung: Lars Wernecke, Ausstattung: Monika Gora, Anja Müller, mit Benjamin Morik (Claire), Denis Petkovic (Solange) und Rezo Tschchikwischwili (Gnädige Frau).
- 2000: Burgtheater Wien (Akademietheater), ohne Regisseur, mit Gert Voss, Ignaz Kirchner (Zofen) und Kirsten Dene (Gnädige Frau).[5]
- 2008: Wiener Festwochen und Volksbühne Berlin, Inszenierung: Luc Bondy, Ausstattung: Bert Neumann, Tabea Braun, mit Caroline Peters (Claire), Sophie Rois (Solange) und Edith Clever (Gnädige Frau).[6] Für das Fernsehen aufgezeichnet und ausgestrahlt unter anderem am 12. Dezember 2010 auf Arte.[7]
- 2009: Theater Phönix (Linz), Inszenierung: Eva Hosemann, Ausstattung: Stephan Bruckmeier, Christina Kämper, mit Matthias Hack, Theo Helm und Ferdinand Kopeinig.[8]
- 2013: Die Neue Tribüne (Wien), Inszenierung: Erich Martin Wolf, mit Anna Maria Eder, Tina Haller und Marion Rottenhofer.[9]
- 2014: Münchner Kammerspiele, Inszenierung: Stefan Pucher, Bühne: Barbara Ehner, mit Brigitte Hobmeier, Annette Paulmann und Wiebke Puls (Gnädige Frau).[10][11]
- 2015: Schauspielhaus Zürich, Inszenierung: Bastian Kraft, Ausstattung: Ben Baur, mit Lena Schwarz (Claire), Olivia Grigolli (Solange) und Susanne-Marie Wrage (Gnädige Frau).[12][13]
- 2015: Theater im Kloster (Bornheim), Inszenierung: Gerhard Fehn, mit Michael R. Müller, Hagen Range und Gerhard Fehn.[14]
- 2015: Theater Bielefeld, Inszenierung: Carlos Manuel, mit Christina Huckle, Nicole Lippold und Carmen Priego.[15]
- 2017: Stadttheater Mödling, Inszenierung: Babett Arens. Mit Wolfgang Lesky (gnädige Frau), Johanna Rehm und Johanna Withalm. Produktion des Theaters zum Fürchten[16]
- 2017: Schauspiel Wuppertal / Wuppertaler Bühnen, Inszenierung: Jakob Fedler, Ausstattung: Dorien Thomsen, mit Philippine Pachl, Julia Reznik und Lena Vogt.[17]
- 2017: Deutsches Theater Berlin, Regie: Ivan Panteleev, Besetzung: Samuel Finzi, Wolfram Koch, Bernd Stempel (Gnädige Frau), Premiere am 7. Dezember 2017

## Verfilmungen
- Thomas Engel erstellte im Jahr 1964 eine Fernsehverfilmung der Tragödie, mit Gisela Trowe (Claire), Inge Langen (Solange) und Edda Seippel (Gnädige Frau).(ARD/HR)[18]
- Das Stück wurde 1974 unter dem Titel The Maids von Christopher Miles verfilmt, mit Susannah York (Claire), Glenda Jackson (Solange) und Vivien Merchant (Gnädige Frau).[19]

## Vertonungen
- Die Vertonung des britischen Komponisten John Lunn wurde unter anderem an der Dresdner Semperoper gezeigt.
- Der schwedische Komponist Peter Bengtson vertonte das Werk unter dem Titel „Jungfrurna“ (Die Jungfrauen).

## Ballett
- Zofen von Dieter Gackstetter, Musik: Walter Haupt (Uraufführung München, 1977).

## Ausgaben
- Jean Genet: Die Zofen. Tragödie. Aus dem Französischen von Gerhard Hock. Merlin-Verlag, Hamburg 1957
  - dieselbe Übersetzung auch beim  Verlag Volk und Welt, Berlin 1984
- Jean Genet: Die Zofen, Merlin Theater 2000, ISBN 978-3-87536-200-8.
- Jean Genet. Werke in Einzelbänden. Band 8: Dramen: Teil 1, übersetzt von Ulrich Zieger, Nachwort von Andreas J. Meyer, Editorische Notiz von Friedrich Flemming, Merlin, Gifkendorf 2014, ISBN 978-3-87536-278-7.